# Годишњи преглед манифестација у Врању
Годишњи преглед манифестација у Врању представља културне и уметничке догађаје који се обично организују у току туристичке сезоне и домаћину служе за промоцију сопствене туристичке понуде града Врања.
Врање је место дешавања бројних културних, спортских, туристичких, уметничких и забавних манифестација, који својим садржајем и квалитетом програма имају јак утицај на креирању имиџа града.
| Годишњи преглед манифестација у Врању     |                                       |                       |
| назив манифестације                       | организатор                           | време одржавања       |
| Светосавска недеља                        |                                       |                       |
| Борина недеља                             |                                       |                       |
| Борини позоришни дани                     |                                       |                       |
| Мај месец музике                          | Музичка школа „Стеван Мокрањац” Врање | мај                   |
| Врањска градска песма                     |                                       | фебруар               |
| Меморијал Бакије Бакића                   |                                       |                       |
| Дани Врања                                |                                       | прва недеља септембра |
| Међународна смотра фолклора               |                                       |                       |
| Јустинове благовести                      |                                       | 7. април              |
| Ноћ музеј                                 |                                       |                       |
| Међународна изложба паса                  |                                       | 1. мај                |
| Врањски планинарски маратон               |                                       |                       |
| Етно сајам                                |                                       | јун                   |
| Међуокружна смотра фрулаша „Златна фрула” |                                       |                       |
| Дани каранфила                            |                                       |                       |
| Nišville у Врању                          |                                       |                       |
| Манифестација „Златни пуж”                |                                       |                       |
| Џипијада                                  |                                       | октобар               |
| Ликовна колонија Врање                    |                                       | јул                   |
| Архиенале                                 |                                       | јул                   |